# 集群 (社会学)
集群，指的是：在某个特定的场合面对面相处的人群，但人与人之间并没有形成互动，而且缺乏基本的社会结构。例如在一家快餐店里排队等候取餐的陌生人、在机场排队等候检查的陌生乘客、在一家公园里游玩的人群等。